# Calytrix mimiana
Calytrix mimiana är en myrtenväxtart som beskrevs av Lyndley Alan Craven. Calytrix mimiana ingår i släktet Calytrix och familjen myrtenväxter. Inga underarter finns listade i Catalogue of Life.